# Descendents
Descendents je americká punk rocková skupina založená roku 1978 v Manhattan Beach. Jsou považování za průkopníky moderního pop punku, skate punku a melodického hardcoreu.
Kapelu založili kytarista Frank Navetta, baskytarista Tony Lombardo a bubeník Bill Stevenson, kteří v tomto složení vydali singl Ride the Wild/It's a Hectic World, na kterém jsou patrné vlivy new wave a surf music. Až s příchodem zpěváka Milo Aukermana v roce 1980 kapela mění styl, a stává se jednou z důležitých skupin vznikající hardcoreové scény v Los Angeles. Na rozdíl od většiny tehdejších hardcoreových skupin zpívali písničky o dívkách, vyřazení z kolektivu a dalších tématech z jejich každodenního života, často s typickým humorem.
V roce 1981 vydali první EP Fat, na které navázalo debutové album Milo Goes to College, po němž Milo Aukerman odešel na vysokou školu studovat biochemii (z které později získal na University of Wisconsin v Madison doktorát) a kapela se na dlouhou dobu odmlčela.
Znovu o sobě dali vědět v roce 1985 s albem I Don't Want to Grow Up. Po změnách v sestavě poté vydali alba Enjoy! (1986), které nebylo kritikou přijato tak dobře, jako předchozí nahrávky, a instrumentálně složitější  All (1987), které bylo hodnoceno, jako jejich zatím nejvyspělejší deska. Po vydání alba odešel Milo z kapely a nastala další dlouhá přestávka, během které ostatní členové spolu se zpěvákem Davem Smalleym zformovali skupinu All, která s přestávkami funguje dodnes.
Návrat Milo Aukermana přišel v roce 1995, kdy nahráli album Everything Sucks, na kterém se vrátili k více punkovému stylu z počátku 80. let. V roce 2004 vyšlo EP 'Merican a zatím poslední deska Cool to Be You, které obsahují i jejich první otevřeně politickou píseň („'Merican“) a více vyzrálý pohled na partnerské vztahy. V roce 2012 Milo Aukerman v rozhovoru zmínil, že skládají nové písně, ale příprava nového alba bude trvat velmi dlouho, kvůli jejich vytížení v zaměstnání (Milo pracuje jako výzkumník v DuPont).
V současné sestavě, jež se skládá ze zpěváka Milo Aukermana, kytaristy Stephena Egertona, baskytaristy Karla Alvareze a bubeníka Billa Stevensona, hraje skupina od roku 1987.

## Diskografie
Studiová alba
- Milo Goes to College (1982)
- I Don't Want to Grow Up (1985)
- Enjoy! (1986)
- All (1987)
- Everything Sucks (1996)
- Cool to Be You (2004)
- Hypercaffium Spazzinate (2016)